# Want Want
Want Want est une entreprise de produits alimentaires, basée à Taipei à Taiwan.